# Raúl Fernández Valverde
Raúl Fernández Valverde (Lima, 6 de octubre de 1985) es un futbolista peruano. Juega como guardameta. Tiene 39 años.

## Trayectoria
Raúl Fernández es hijo de César Fernández y Carla Valverde. Comenzó su carrera en las divisiones menores de la «U» y fue ascendido al primer equipo en 2005. Su debut se produjo el 30 de julio de 2005 ante Unión Huaral ingresando en los minutos finales tras la expulsión del guardameta titular José Carvallo. Al año siguiente pasó al Sport Áncash retornando a Universitario en 2007. En ese año, cuando el equipo era dirigido por el paraguayo Jorge Amado Nunes, se consolidó como titular ganándole el puesto a José Carvallo.
En 2008, bajo la dirección técnica de Ricardo Gareca, obtuvo el título del Torneo Apertura, ese año fue titular en la Copa Sudamericana 2008 donde fueron eliminados por el Deportivo Quito, recibiendo 2 goles. En la siguiente temporada con Juan Reynoso como técnico, Fernández continuó como titular indiscutible y fue una de las piezas claves para lograr el título del Campeonato Descentralizado 2009, donde tuvo una destacada actuación en los play-off contra Alianza Lima. Fue considerado el mejor arquero y el mejor jugador de esa temporada. En la Copa Libertadores 2010 a los merengues les tocó jugar con el Blooming, Lanús y Libertad.
Comenzaron con buen pie al ganarle 1:2 al Blooming y 2:0 al Lanús, con Libertad consiguieron empatar (0:0 en Lima y 1:1 en Asunción). Finalizaron en el segundo lugar con 10 puntos luego de igualar a 0 ante Blooming y Lanús. Ante el cuadro argentino, hubo un conflicto al final del encuentro, por lo que Raúl y John Galliquio fueron expulsados junto con otros dos futbolistas del otro equipo, por lo cual Fernández no disputó el encuentro de ida de los octavos de final ante São Paulo. Finalmente luego de empatar 0:0 en el Monumental y en el Morumbi, en este último estadio los merengues fueron derrotados 3:1 en la tanda de penales.
En diciembre de 2010 luego de lograr la clasificación a la Copa Sudamericana 2011 fue fichado por el Olympique de Niza y fue cedido en préstamo a Universitario de Deportes. En 2011 disputó diez encuentros con el equipo merengue y en el primer clásico de la temporada le atajó un penalti a Henry Quinteros manteniendo así el invicto de cinco años de Universitario sin ser derrotados en el Estadio Alejandro Villanueva. En mayo de 2011, se incorporó al club francés. Su debut con el Niza se produjo el 31 de agosto de 2011 en la victoria por 2:1 ante el Toulouse por los dieciseisavos de final de la Copa de Francia. Luego de disputar sólo siete partidos oficiales en una temporada y media en Francia, el 10 de enero de 2013 fichó por el F. C. Dallas de la Major League Soccer.
Participó en la pretemporada del Dallas y fue titular en el primer partido de la Major League Soccer 2013 ante el Colorado Rapids. No encajó ningún tanto y su equipo venció 1:0. Debido a sus buenas actuaciones, en poco tiempo se convirtió en titular indiscutible del equipo, y además fue nominado para integrar el equipo de las estrellas de la MLS, en donde actuó como titular ante la A. S. Roma de Italia y compartió equipo con futbolistas como Thierry Henry y Landon Donovan. Tras ser una de las figuras de su equipo, al final de la temporada 2014 dejó el club debido a que no llegaron a un acuerdo para la renovación de su contrato. Tuvo ofertas de Melgar y de algunos equipos extranjeros, sin embargo decidió volver a Universitario de Deportes con el que firmó un contrato por cuatro años. En el año 2019 fichó por el recién ascendido Universidad César Vallejo. Debutó en la derrota ante Deportivo Binacional por 1-0 haciendo grandes atajadas. En 2020 fichó por el campeón Deportivo Binacional para jugar la Liga 1 y la Copa Libertadores de América.

## Selección nacional
Fue internacional con la selección de fútbol del Perú en 29 ocasiones. Su debut se produjo el 26 de marzo de 2008 en un encuentro amistoso ante la selección de Costa Rica que finalizó con marcador de 3:1 a favor de los peruanos. Fue convocado por Sergio Markarián para disputar la Copa América 2011. El 4 de julio hizo su debut ante Uruguay, el encuentro culminó empatado a uno. La selección peruana logró la clasificación a los cuartos de final como tercera del grupo C. Fernández estuvo presente en el triunfo por 2:0 ante Colombia. Perú fue eliminado por Uruguay en las semifinales. En el partido por el tercer lugar, el cuadro peruano venció a Venezuela por 4:1. Fernández estuvo presente en ambos encuentro, sumando cinco presencias en el torneo continental. Fernández también fue el primer arquero de Perú en las clasificatorias al mundial de Brasil 2014.

### Participaciones en Copa América
| Copa              | Sede      | Resultado     | Partidos | Goles |
| ----------------- | --------- | ------------- | -------- | ----- |
| Copa América 2011 | Argentina | Tercer puesto | 5        | -4    |

## Estadísticas

### Clubes
| Club                             | Temporada           | Liga | Liga | Copas Nacionales * | Copas Nacionales * | Copas Internacionales ** | Copas Internacionales ** | Total | Total |
| Club                             | Temporada           | PJ   | G    | PJ                 | G                  | PJ                       | G                        | PJ    | G     |
| -------------------------------- | ------------------- | ---- | ---- | ------------------ | ------------------ | ------------------------ | ------------------------ | ----- | ----- |
| Universitario de Deportes · Perú | 2005                | 3    | 0    | 0                  | 0                  | 0                        | 0                        | 3     | 0     |
| Universitario de Deportes · Perú | 2006                | 2    | 0    | 0                  | 0                  | 0                        | 0                        | 2     | 0     |
| Universitario de Deportes · Perú | Total               | 5    | 0    | 0                  | 0                  | 0                        | 0                        | 5     | 0     |
| Sport Áncash · Perú              | 2006                | 2    | 0    | 0                  | 0                  | 0                        | 0                        | 2     | 0     |
| Sport Áncash · Perú              | Total               | 2    | 0    | 0                  | 0                  | 0                        | 0                        | 2     | 0     |
| Universitario de Deportes · Perú | 2007                | 15   | 0    | 0                  | 0                  | 0                        | 0                        | 15    | 0     |
| Universitario de Deportes · Perú | 2008                | 45   | 0    | 0                  | 0                  | 2                        | 0                        | 47    | 0     |
| Universitario de Deportes · Perú | 2009                | 33   | 0    | 0                  | 0                  | 6                        | 0                        | 39    | 0     |
| Universitario de Deportes · Perú | 2010                | 35   | 0    | 0                  | 0                  | 6                        | 0                        | 41    | 0     |
| Universitario de Deportes · Perú | 2011                | 10   | 0    | 0                  | 0                  | 0                        | 0                        | 10    | 0     |
| Universitario de Deportes · Perú | Total               | 138  | 0    | 0                  | 0                  | 14                       | 0                        | 152   | 0     |
| O. G. C. Nice Francia            | 2011-12             | 2    | 0    | 5                  | 0                  | 0                        | 0                        | 7     | 0     |
| O. G. C. Nice Francia            | 2012-13             | 0    | 0    | 0                  | 0                  | 0                        | 0                        | 0     | 0     |
| O. G. C. Nice Francia            | Total               | 2    | 0    | 5                  | 0                  | 0                        | 0                        | 7     | 0     |
| F. C. Dallas Estados Unidos      | 2013                | 26   | 0    | 0                  | 0                  | 0                        | 0                        | 26    | 0     |
| F. C. Dallas Estados Unidos      | 2014                | 22   | 0    | 2                  | 0                  | 0                        | 0                        | 24    | 0     |
| F. C. Dallas Estados Unidos      | Total               | 48   | 0    | 2                  | 0                  | 0                        | 0                        | 50    | 0     |
| Universitario de Deportes · Perú | 2015                | 14   | 0    | 8                  | 0                  | 2                        | 0                        | 24    | 0     |
| Universitario de Deportes · Perú | 2016                | 9    | 0    | 0                  | 0                  | 0                        | 0                        | 9     | 0     |
| Universitario de Deportes · Perú | 2017                | 5    | 0    | 0                  | 0                  | 0                        | 0                        | 5     | 0     |
| Universitario de Deportes · Perú | 2018                | 25   | 0    | 0                  | 0                  | 2                        | 0                        | 27    | 0     |
| Universitario de Deportes · Perú | Total               | 53   | 0    | 8                  | 0                  | 4                        | 0                        | 65    | 0     |
| Universidad César Vallejo · Perú | 2019                | 27   | 0    | 0                  | 0                  | 0                        | 0                        | 27    | 0     |
| Universidad César Vallejo · Perú | Total               | 27   | 0    | 0                  | 0                  | 0                        | 0                        | 27    | 0     |
| Deportivo Binacional · Perú      | 2020                | 24   | 0    | 1                  | 0                  | 6                        | 0                        | 31    | 0     |
| Deportivo Binacional · Perú      | 2021                | 19   | 0    | 0                  | 0                  | 0                        | 0                        | 19    | 0     |
| Deportivo Binacional · Perú      | Total               | 43   | 0    | 1                  | 0                  | 6                        | 0                        | 50    | 0     |
| Atlético Grau · Perú             | 2022                | 33   | 0    | 0                  | 0                  | 0                        | 0                        | 33    | 0     |
| Atlético Grau · Perú             | 2023                | 22   | 0    | 0                  | 0                  | 0                        | 0                        | 22    | 0     |
| Atlético Grau · Perú             | Total               | 55   | 0    | 1                  | 0                  | 0                        | 0                        | 55    | 0     |
| Total en su carrera              | Total en su carrera | 373  | 0    | 16                 | 0                  | 24                       | 0                        | 413   | 0     |

- (*) Copa de la Liga de Francia, Copa de Francia, Lamar Hunt U.S. Open Cup y Torneo del Inca.
- (**) Copa Sudamericana y Copa Libertadores de América.

### Selección nacional
| \| Fecha \| Ciudad \| Local \| Resultado \| Visitante \| Competencia \| Goles \| \| ---------- \| -------------- \| ----------------- \| --------- \| --------------- \| -------------------------- \| ----- \| \| 26-03-2008 \| Iquitos \| Perú \| 3:1 \| Costa Rica \| Amistoso \| 0 \| \| 06-02-2009 \| Los Ángeles \| El Salvador \| 1:0 \| Perú \| Amistoso \| 0 \| \| 07-06-2009 \| Lima \| Perú \| 1:2 \| Ecuador \| Clasificación Mundial 2010 \| 0 \| \| 18-11-2009 \| Miami Gardens \| Honduras \| 1:2 \| Perú \| Amistoso \| 0 \| \| 04-09-2010 \| Toronto \| Canadá \| 0:2 \| Perú \| Amistoso \| 0 \| \| 12-10-2010 \| Panamá \| Panamá \| 1:0 \| Perú \| Amistoso \| 0 \| \| 04-06-2011 \| Nagano \| Perú \| 0:0 \| República Checa \| Amistoso \| 0 \| \| 04-07-2011 \| San Juan \| Uruguay \| 1:1 \| Perú \| Copa América 2011 \| 0 \| \| 08-07-2011 \| Mendoza \| México \| 0:1 \| Perú \| Copa América 2011 \| 0 \| \| 16-07-2011 \| Córdoba \| Colombia \| 0:2 \| Perú \| Copa América 2011 \| 0 \| \| 19-07-2011 \| La Plata \| Perú \| 0:2 \| Uruguay \| Copa América 2011 \| 0 \| \| 23-07-2011 \| La Plata \| Perú \| 4:1 \| Venezuela \| Copa América 2011 \| 0 \| \| 07-10-2011 \| Lima \| Perú \| 2:0 \| Paraguay \| Clasificación Mundial 2014 \| 0 \| \| 11-10-2011 \| Santiago \| Chile \| 4:2 \| Perú \| Clasificación Mundial 2014 \| 0 \| \| 15-11-2011 \| Quito \| Ecuador \| 2:0 \| Perú \| Clasificación Mundial 2014 \| 0 \| \| 15-08-2012 \| San José \| Costa Rica \| 0:1 \| Perú \| Amistoso \| 0 \| \| 07-09-2012 \| Lima \| Perú \| 2:1 \| Venezuela \| Clasificación Mundial 2014 \| 0 \| \| 11-09-2012 \| Lima \| Perú \| 1:1 \| Argentina \| Clasificación Mundial 2014 \| 0 \| \| 16-10-2012 \| Asunción \| Paraguay \| 1:0 \| Perú \| Clasificación Mundial 2014 \| 0 \| \| 14-11-2012 \| Houston \| Honduras \| 0:0 \| Perú \| Amistoso \| 0 \| \| 06-02-2013 \| Couva \| Trinidad y Tobago \| 0:2 \| Perú \| Amistoso \| 0 \| \| 22-03-2013 \| Lima \| Perú \| 1:0 \| Chile \| Clasificación Mundial 2014 \| 0 \| \| 07-06-2013 \| Lima \| Perú \| 1:0 \| Ecuador \| Clasificación Mundial 2014 \| 0 \| \| 11-06-2013 \| Barranquilla \| Colombia \| 2:0 \| Perú \| Clasificación Mundial 2014 \| 0 \| \| 14-08-2013 \| Suwon \| Corea del Sur \| 0:0 \| Perú \| Amistoso \| 0 \| \| 06-09-2013 \| Lima \| Perú \| 1:2 \| Uruguay \| Clasificación Mundial 2014 \| 0 \| \| 10-09-2013 \| Puerto La Cruz \| Venezuela \| 3:2 \| Perú \| Clasificación Mundial 2014 \| 0 \| \| 30-05-2014 \| Londres \| Inglaterra \| 3:0 \| Perú \| Amistoso \| 0 \| \| 10-10-2014 \| Valparaíso \| Chile \| 3:0 \| Perú \| Amistoso \| 0 \| \| Total \| \| Presencias \| 29 \| \| Goles \| 0 \| |                |                   |           |                 |                            |       |
| Fecha | Ciudad         | Local             | Resultado | Visitante       | Competencia                | Goles |
| 26-03-2008 | Iquitos        | Perú              | 3:1       | Costa Rica      | Amistoso                   | 0     |
| 06-02-2009 | Los Ángeles    | El Salvador       | 1:0       | Perú            | Amistoso                   | 0     |
| 07-06-2009 | Lima           | Perú              | 1:2       | Ecuador         | Clasificación Mundial 2010 | 0     |
| 18-11-2009 | Miami Gardens  | Honduras          | 1:2       | Perú            | Amistoso                   | 0     |
| 04-09-2010 | Toronto        | Canadá            | 0:2       | Perú            | Amistoso                   | 0     |
| 12-10-2010 | Panamá         | Panamá            | 1:0       | Perú            | Amistoso                   | 0     |
| 04-06-2011 | Nagano         | Perú              | 0:0       | República Checa | Amistoso                   | 0     |
| 04-07-2011 | San Juan       | Uruguay           | 1:1       | Perú            | Copa América 2011          | 0     |
| 08-07-2011 | Mendoza        | México            | 0:1       | Perú            | Copa América 2011          | 0     |
| 16-07-2011 | Córdoba        | Colombia          | 0:2       | Perú            | Copa América 2011          | 0     |
| 19-07-2011 | La Plata       | Perú              | 0:2       | Uruguay         | Copa América 2011          | 0     |
| 23-07-2011 | La Plata       | Perú              | 4:1       | Venezuela       | Copa América 2011          | 0     |
| 07-10-2011 | Lima           | Perú              | 2:0       | Paraguay        | Clasificación Mundial 2014 | 0     |
| 11-10-2011 | Santiago       | Chile             | 4:2       | Perú            | Clasificación Mundial 2014 | 0     |
| 15-11-2011 | Quito          | Ecuador           | 2:0       | Perú            | Clasificación Mundial 2014 | 0     |
| 15-08-2012 | San José       | Costa Rica        | 0:1       | Perú            | Amistoso                   | 0     |
| 07-09-2012 | Lima           | Perú              | 2:1       | Venezuela       | Clasificación Mundial 2014 | 0     |
| 11-09-2012 | Lima           | Perú              | 1:1       | Argentina       | Clasificación Mundial 2014 | 0     |
| 16-10-2012 | Asunción       | Paraguay          | 1:0       | Perú            | Clasificación Mundial 2014 | 0     |
| 14-11-2012 | Houston        | Honduras          | 0:0       | Perú            | Amistoso                   | 0     |
| 06-02-2013 | Couva          | Trinidad y Tobago | 0:2       | Perú            | Amistoso                   | 0     |
| 22-03-2013 | Lima           | Perú              | 1:0       | Chile           | Clasificación Mundial 2014 | 0     |
| 07-06-2013 | Lima           | Perú              | 1:0       | Ecuador         | Clasificación Mundial 2014 | 0     |
| 11-06-2013 | Barranquilla   | Colombia          | 2:0       | Perú            | Clasificación Mundial 2014 | 0     |
| 14-08-2013 | Suwon          | Corea del Sur     | 0:0       | Perú            | Amistoso                   | 0     |
| 06-09-2013 | Lima           | Perú              | 1:2       | Uruguay         | Clasificación Mundial 2014 | 0     |
| 10-09-2013 | Puerto La Cruz | Venezuela         | 3:2       | Perú            | Clasificación Mundial 2014 | 0     |
| 30-05-2014 | Londres        | Inglaterra        | 3:0       | Perú            | Amistoso                   | 0     |
| 10-10-2014 | Valparaíso     | Chile             | 3:0       | Perú            | Amistoso                   | 0     |
| Total |                | Presencias        | 29        |                 | Goles                      | 0     |

### Resumen estadístico
| Competición           | Encuentros | Goles |
| --------------------- | ---------- | ----- |
| Liga                  | 373        | 0     |
| Copas nacionales      | 16         | 0     |
| Copas internacionales | 24         | 0     |
| Selección del Perú    | 29         | 0     |
| Total                 | 442        | 0     |

## Palmarés

### Títulos nacionales
| Título                    | Club                      | País | Año  |
| ------------------------- | ------------------------- | ---- | ---- |
| Torneo Apertura           | Universitario de Deportes | Perú | 2008 |
| Primera División del Perú | Universitario de Deportes | Perú | 2009 |
| Torneo Apertura           | Universitario de Deportes | Perú | 2016 |

### Distinciones individuales
| Distinción                                        | Año  |
| ------------------------------------------------- | ---- |
| Arquero del Año en el Perú                        | 2008 |
| Arquero del Año en el Perú                        | 2009 |
| Mejor Jugador del Campeonato Descentralizado.     | 2009 |
| Equipo de las Estrellas de la Major League Soccer | 2013 |